# Madison Smartt Bell
Madison Smartt Bell (* 1957 in Nashville, Tennessee, USA) ist ein amerikanischer Schriftsteller und Literaturprofessor.

## Leben
Madison Smartt Bell studierte Literaturwissenschaften in Princeton und lebte danach als freier Autor einige Jahre in London und New York. Er lehrte Kreatives Schreiben an verschiedenen amerikanischen Universitäten, unter anderem am renommierten Iowa Writers’ Workshop und der Johns Hopkins University, zurzeit ist er Professor für Englische Literatur am Goucher College in Virginia. Seit 1983 hat Madison Smartt Bell zahlreiche Romane veröffentlicht. 
Er lebt in Baltimore.

## Werke
- Die Farbe der Nacht. Aus dem Englischen von Ulrike Wasel und Klaus Timmermann, Liebeskind Verlag, München 2013. ISBN 978-3-95438-005-3